# Državni radioekološki rezervat Polesje
Državni radioekološki rezervat Polesje (PSRER; belorusko Палескі дзяржаўны радыяцыйна-экалагічны запаведнік, latinizirano: Palyeski dzyarzhawny radyyatsyyna-ekalahichny zapavyednik; rusko Полесский государственный радиационно-экологический заповедник, latinizirano: Polessky gosudarstvenny radiatsionno-ekologichesky zapovednik)) je radioekološki naravni rezervat v regija Polesje v Belorusiji, ki je bil ustvarjen, da bi zajel ozemlje Belorusije, najbolj prizadeto zaradi radioaktivnih padavin zaradi černobilske nesreče. Rezervat meji na Černobilsko izključitveno območje v Ukrajini. Agencija za spremljanje okolja in protiukrepe, Bellesrad, nadzoruje kmetijstvo in gozdarstvo na tem območju.

## Zgodovina
Dve leti po černobilski nesreči je bil beloruski del černobilske izključitvene cone razširjen na bolj onesnaženo območje. Nato je bil v Belorusiji ustanovljen za javnost zaprt naravni rezervat s skupno površino 1313 km². Rezervat je bil ustanovljen 18. julija 1988. Pred nesrečo je tam v 96 naseljih živelo preko 22.000 ljudi. Prebivalstvo so po nesreči evakuirali. Leta 1993 so ga razširili za 849 km², s čimer je postal največji beloruski naravni rezervat in eden največjih v Evropi.

## Geografija

### Pregled
Območje, ki sleži v južni regiji Gomel in meji na ukrajinsko izključitveno območje, vključuje del rajonov (okrožij) Brahin, Khoiniki in Narowlya. Prečka ga reka Pripjat, mesto Mazir pa je 36 km od severozahodnega vhoda v Narovlja. Južni pas prečka železnica Černihiv-Ovruč, ki poteka skozi vasi Kaporanka, Kaliban in Pasudava.

### Zapuščene vasi
Naslednji seznam prikazuje zapuščene vasi, vključene v rezervat. Prebivalstvo se nanaša na popis leta 1959. fam. se nanaša na število družin, evakuiranih po nesreči leta 1986.
| Naselje          | št. prebivalcev (1959) | Fam. (1986) | Okrožje  | beloruščina     | ruščina        |
| ---------------- | ---------------------- | ----------- | -------- | --------------- | -------------- |
| Araviči          | 923                    | 222         | Khoiniki | Аравічы         | Оревичи        |
| Babčin           | 839                    | 194         | Khoiniki | Бабчын          | Бабчин         |
| Baguši           | 599                    | 195         | Brahin   | Багушы          | Богуши         |
| Buda             | 267                    | 56          | Khoiniki | Буда            | Буда           |
| Čamkou           | 138                    | 29          | Khoiniki | Чамкоў          | Чемков         |
| Dzernaviči       | 1,016                  | 308         | Narowlya | Дзёрнавічы      | Дёрновичи      |
| Haroškau         | 191                    | 154         | Khoiniki | Гарошкаў        | Горошков       |
| Kaliban          | 977                    | 270         | Brahin   | Калыбань        | Колыбань       |
| Kaporanka        | 317                    | 70          | Brahin   | Капоранка       | Капоренка      |
| Kazhuški         | 869                    | 214         | Khoiniki | Кажушкі         | Кожушки        |
| Lomači           | 177                    | 38          | Khoiniki | Ломачы          | Ломачи         |
| Novakukhnauščina | 135                    | 13          | Khoiniki | Новакухнаўшчына | Новокухновщина |
| Novi Pakrousk    | 176                    | 29          | Khoiniki | Новы Пакроўск   | Новый Покровск |
| Pasudava         | 642                    | 73          | Brahin   | Пасудава        | Посудово       |
| Pirki            | 552                    | 476         | Brahin   | Піркі           | Пирки          |
| Rudija           | 245                    | 40          | Khoiniki | Рудыя           | Рудые          |

## Rastlinstvo in živalstvo
Rezervat gosti številne redke in ogrožene vrste, ki tam uspevajo zaradi praktične odsotnosti človeka. Med njimi so zober, konj Przewalski, los, rjavi medved, planinski orel in orel belorepec. Je dom največje populacije želv močvirska sklednica na svetu. Po podatkih uprave PSRER obstaja 7 vrst plazilcev, 11 dvoživk, 46 vrst sesalcev, 213 vrst ptic in 25 vrst rib. Od tega jih je 70 uvrščenih v Mednarodno rdečo knjigo in Rdečo knjigo Republike Belorusije. Rastlinstvo obsega 1251 registriranih rastlin, kar je več kot dve tretjini rastlin države, 18 rastlinskih vrst pa je uvrščenih v Rdečo knjigo. Ugotovljeno je bilo, da imajo voluharji večjo stopnjo sive mrene, koristne populacije bakterij na krilih ptic v coni so nižje, delni albinizem je pogost pri domačih lastovkah, kukavice so postale manj pogoste. Resne živalske mutacije pa so se zgodile šele takoj po nesreči.

## Aktivnosti
Čeprav je bil rezervat ustanovljen z namenom radiobioloških in okoljskih raziskav, je zanimiv tudi za druge biologe. Zaradi minimalne prisotnosti ljudi je mogoče opazovati naravni razvoj divjih živali v razmerah Belorusije. »V povezavi z odpravo antropogene obremenitve in bogastva flore so tukaj ustvarjeni idealni pogoji za obnovo živalskega sveta«, navaja poročilo Odbora za zdravstvene posledice černobilske katastrofe pri Svetu ministrov Belorusija. Na ozemlje rezervata je bilo vnesenih nekaj novih vrst, med njimi zober.

### Glavne dejavnosti
Uprava PSRER je v mestu Khoiniki. Letni proračun PSRER je 4 milijone USD. Glavne dejavnosti vključujejo:
- Ukrepi za preprečevanje širjenja radioaktivnih snovi izven meja rezervata
- Preprečevanje požarov v naravi
- Nadzor sevanja
- Raziskave jedrske dekontaminacije tal
- Preprečevanje vstopa nepooblaščenim osebam v rezervat
- Sajenje dreves za preprečevanje zračne in vodne erozije, ki bi lahko širila onesnažen material

### Izvenproračunske dejavnosti
Uprava uporablja zemljišča v rezervatu za ustvarjanje prihodkov poleg svojega proračuna. Namen je povečati samozadostnost rezerve, prihraniti denar, povečati plače zaposlenih in pozitivno prispevati k BDP Belorusije. Dejavnosti vključujejo:
- Gozdarstvo in lesarstvo, vključno s prodajo lesa, drv za kurjavo in individualna naročila mizarskih del
- Gojenje poljščin kot krma za živali ali za prehrano ljudi
- Vzreja čistokrvnih konj z uporabo krmnih virov v rezervatu
- Prašičereja, govedoreja, mlekarstvo
- Čebelarstvo, pridelava medu
- Proizvodnja sadik sadnega drevja

Zagotavljanje storitev državljanom in organizacijam (transport, sanitarije, dekontaminacija ljudi, raziskave koncentracije radionuklidov).
Od leta 2004 je čreda konj rezervata štela 230 konj. Govedo vzrejajo, da prenese pogoje radioaktivne kontaminacije, mlade osebke pa prodajo za nadaljnjo vzrejo.
Med vsemi aktivnostmi se spremljajo koncentracije radionuklidov, da ne presežejo določenih meja.

## Sosednji naravni rezervati
- Regionalni krajinski park Mizhrichynskyi
- Nacionalni park Pripyatsky
- Nacionalni naravni park Zalissia

## Predlagano za naravne rezervate
- Državno gozdarstvo Dneper-Teterivske